# Groupe ponctuel de symétrie
En géométrie, un groupe ponctuel de symétrie est un sous-groupe d'un groupe orthogonal : il est composé d'isométries, c'est-à-dire d'applications linéaires laissant invariants les distances et les angles. Le groupe ponctuel de symétrie d'une molécule est constitué des isométries qui laissent la molécule, en tant que forme géométrique, invariante.

## Cristallographie

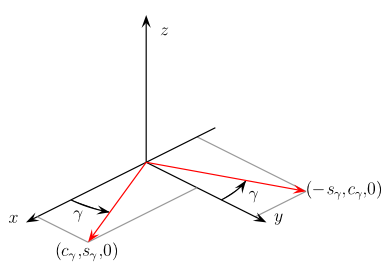
Figure 1 : exemple de rotation

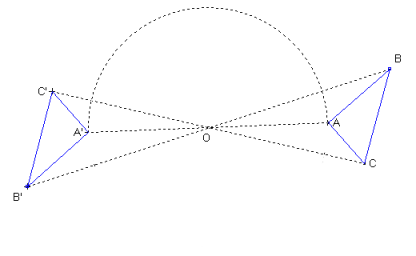
Figure 2 : exemple d'inversion

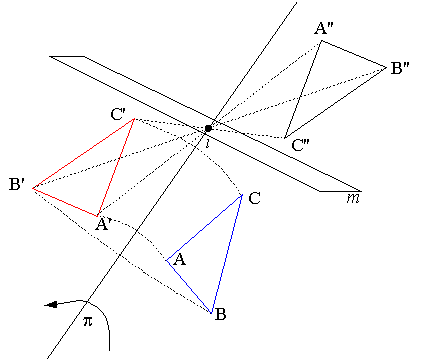
Figure 3 : la combinaison d'une rotation d'ordre 2 et d'une inversion est une réflexion

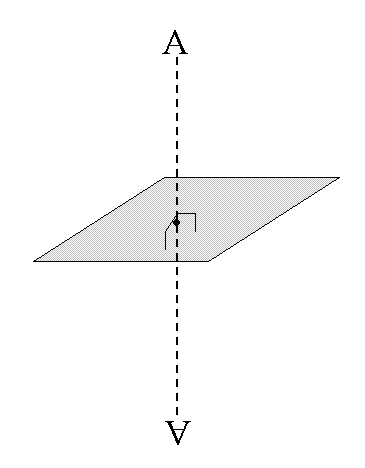
Figure 4 : exemple de réflexion

En cristallographie, un groupe ponctuel contient les opérations de symétrie qui laissent invariants la morphologie d’un cristal et ses propriétés physiques (la symétrie de la structure atomique d’un cristal est décrite par les groupes d’espace). Ils sont classés en groupes holoèdres et mérièdres, selon qu’ils décrivent la symétrie complète du réseau ou qu’ils sont des sous-groupes de ceux-ci. L'existence d'un réseau périodique comporte des restrictions sur l'ordre des rotations, qui en deux et trois dimensions sont limitées aux valeurs 1, 2, 3, 4 et 6, alors que ces restrictions ne s'appliquent pas aux objets non périodiques comme les molécules.
Cette question relève d'un problème mathématique plus général, les termes utilisés étant alors un peu différents. Elle correspond à l'analyse du groupe orthogonal d'un réseau. Un réseau est l'équivalent d'un espace vectoriel, à la différence que les scalaires sont les nombres entiers et non pas des éléments d'un corps. Le groupe orthogonal est le groupe des applications linéaires conservant les distances et les angles.

## Mathématiques
En mathématiques, l'explicitation d'un groupe orthogonal est une question largement étudiée. Un réseau est un quasi espace vectoriel, avec comme unique différence que les scalaires sont des nombres entiers. Cette analogie permet d'établir des théorèmes communs. Par exemple, à l'image de son analogue vectoriel, un réseau admet une base et tout point du réseau peut être repéré par un jeu de coordonnées, cette fois à valeurs entières.
Un point du réseau est identifié à un vecteur, et l'image de deux vecteurs par une isométrie est formée de deux vecteurs de même longueur, l'angle défini par les deux vecteurs images étant le même que celui des deux vecteurs initiaux. Dans un espace vectoriel de dimension 2, les seules isométries possibles sont les rotations autour d'un centre et les réflexions (symétries orthogonales par rapport à une droite). En dimension 3, on trouve les rotations autour d'un axe, les réflexions (symétries orthogonales par rapport à un plan, à l'image de ce que donnerait un miroir placé sur le point origine) et leurs composées. Cette définition est valable aussi bien pour les espaces vectoriels que pour les réseaux.
Les groupes orthogonaux sont néanmoins bien différents dans les deux cas. Dans le plan, les rotations sont aussi nombreuses que les points d'un cercle, elles sont en nombre infini. Mais l'image d'un point d'un réseau par une isométrie est un point du réseau situé à la même distance du centre ou de l'axe de rotation. Il n'existe qu'un nombre fini de points de cette nature. Le groupe orthogonal d'un réseau, quelle que soit sa dimension, est toujours fini.
Dans le cas de la dimension 2, déterminer tous les groupes orthogonaux possibles est suffisamment simple pour pouvoir être fait avec des outils rudimentaires issus de l'algèbre linéaire. Il n'existe que 4 configurations possibles et la plus vaste est décrite par un groupe à 12 éléments. En dimension 3, la question devient un peu plus ardue, le groupe le plus vaste contient déjà 48 éléments. S'il est possible de résoudre la difficulté avec les outils élémentaires, à l'image des travaux d'Auguste Bravais au milieu du XIXe siècle, une autre approche simplifie la tâche.
Le groupe orthogonal possède des propriétés algébriques. La composée de deux isométries, à savoir l'application de la première appliquée à la seconde, est encore une isométrie. Il en est de même pour la bijection réciproque d'une isométrie et enfin, la loi de composition des applications linéaires est associative. Une telle structure, appelée groupe, est à l'origine d'une vaste théorie mathématique. Une de ses branches, dénommée théorie des représentations d'un groupe fini est particulièrement efficace pour répondre aux questions de la nature de celles traitées ici. L'article détaillé fait usage des techniques élémentaires de l'algèbre linéaire pour expliciter la structure du groupe orthogonal en dimension 2 et de celles de la représentation des groupes pour la dimension 3.

## Symétrie moléculaire: Opérations de symétrie et chiralité
Les opérations ponctuelles sont de deux types :
- opérations de première espèce, qui ne changent pas la chiralité de l’objet sur lequel elles agissent ; il s’agit de rotations pures (Figure 1) ;
- opérations de seconde espèce, qui changent la chiralité de l’objet sur lequel elles agissent ; il s’agit de roto-inversions, opérations composées d’une rotation suivie d’une inversion, c'est-à-dire d'une symétrie par rapport à un point, appelé centre d’inversion (voir Figure 2).

À chaque opération de première espèce, on peut associer une opération de seconde espèce qui transforme le barycentre de l’objet comme l’opération de première espèce qui lui est associée. Lorsque l’objet n'est pas chiral, le résultat de l’application de ces deux opérations de symétrie est identique.
Note : dans des espaces à plus de 3 dimensions (non utilisés en cristallographie), de nouvelles espèces apparaissent où la chiralité est conservée dans une partie des dimensions mais inversée dans une autre partie : il s’agit de symétries « partielles » par rapport à un plan ou tout sous-espace possédant au moins 2 dimensions en moins par rapport à l’espace d’origine, ces symétries partielles pouvant se combiner sans nécessairement rétablir la chiralité d’origine mais en donnant des opérations d’autres espèces. Leur ordre de combinaison est alors important, les opérations n’étant pas nécessairement symétriques (ni même nécessairement associatives dans les espaces non euclidiens).
Une rotation d'angle 2π/n est indiquée par n dans la notation de Hermann-Mauguin, ou par Cn dans la notation de Schoenflies.
- n représente l'ordre de la rotation, c'est-à-dire le nombre de fois où la rotation doit être appliquée pour retrouver la situation d’origine.
- Dans un cristal, à cause de la périodicité de la structure, exprimée par son réseau, les valeurs de n sont limitées à 1, 2, 3, 4 et 6 (dans les espaces à deux et trois dimensions), qui correspondent aux rotations qui permettent un pavage périodique infini de l’espace.

Une roto-inversion composée d'une rotation d'ordre n et d'une inversion est indiquée par n.
- En chimie, les opérations de seconde espèce sont plus fréquemment nommées roto-réflexions que roto-inversions, car on préfère les décomposer en une rotation suivie d’une réflexion (i.e. d'une symétrie orthogonale par rapport à un plan, voir Figure 4), le plan de la réflexion étant perpendiculaire à l’axe de la rotation. Elles sont alors indiquées par n en notation de Hermann-Mauguin, ou par Sn dans la notation de Schoenflies, où n représente l'ordre de la rotation qui apparaît dans cette seconde décomposition.
- 1 est l'inversion pure.
- 2 correspond à une rotation de π suivie d’une inversion (Figure 3), ce qui est équivalent à une réflexion par rapport à un plan perpendiculaire à l’axe de la rotation. Cette opération est plus fréquemment indiquée comme m, réflexion par rapport à un miroir.

Les opérations de symétrie ponctuelle sont finalement classées de la manière suivante :
- les rotations pures, qui sont notées par leur ordre, n ;
- les réflexions, qui sont notées par la lettre m (comme miroir) ;
- l'inversion, qui est notée 1 (notation de Hermann-Mauguin), i, ou Ci (notation de Schoenflies) ;
- les roto-inversions, qui sont des opérations composées d’une rotation suivie d’une inversion, sont notées par n, où n est l'ordre de la rotation.

## Éléments de symétrie
Les points invariants lors d’une opération de symétrie sont les points constitutifs de l’élément de symétrie par rapport auquel cette opération est effectuée : le plan de symétrie, l’axe de rotation et le centre de symétrie. Pour qu’un point de l’espace demeure invariant sous l’effet de toutes les opérations de symétrie du groupe ponctuel de symétrie, il faut que ce point soit situé sur chacun des éléments de symétrie. Il se situe donc à leur intersection : tous les éléments de symétrie se coupent en un point.
Dans l’espace tridimensionnel, les éléments de symétrie autour desquels on effectue des opérations de première ou de seconde espèce sont dits axes directs et axes inverses respectivement. L’opération de symétrie effectuée autour d’un axe inverse est une antirotation : elle peut se voir comme une roto-inversion (composée d’une rotation d'angle θ par une inversion) ou comme une roto-réflexion (composée d'une rotation, d'axe opposé et d'angle π-θ, par une réflexion). Seulement 10 éléments de symétrie sont compatibles avec la symétrie cristallographique en trois dimensions :
- axes directs : 1 (identité), 2, 3, 4 et 6 ;
- axes inverses : 1 (inversion), 2 ou m (miroir), 3, 4 et 6.

| Symbole de Hermann-Mauguin | Symbole de Schoenflies | Description                             | Opération ou notation équivalente       |
| -------------------------- | ---------------------- | --------------------------------------- | --------------------------------------- |
| 1                          | C1                     | identité                                | —                                       |
| 2                          | C2                     | rotation de π                           | —                                       |
| 3                          | C3                     | rotation de 2π/3                        | —                                       |
| 4                          | C4                     | rotation de π/2                         | —                                       |
| 6                          | C6                     | rotation de π/3                         | —                                       |
| 1                          | Ci                     | inversion                               | —                                       |
| 2                          | Cs                     | réflexion                               | m                                       |
| 3                          | S6                     | rotation de 2π/3 suivie d’une inversion | rotation de π/3 suivie d’une réflexion  |
| 4                          | S4                     | rotation de π/2 suivie d’une inversion  | rotation de π/2 suivie d’une réflexion  |
| 6                          | S3                     | rotation de π/3 suivie d’une inversion  | rotation de 2π/3 suivie d’une réflexion |

## Groupes ponctuels cristallographiques
Il existe 2, 10 et 32 groupes ponctuels cristallographiques dans les espaces à 1, 2 et 3 dimensions respectivement.
Chaque groupe est noté par un symbole, le symbole de Hermann-Mauguin, qui permet de retrouver l'ensemble des opérations de symétrie constituant le groupe. Par exemple, le groupe 2/m2/m2/m est constitué de trois axes de rotation d’ordre 2 dans les trois directions du repère cristallographique, et de trois plans de réflexion m qui leur sont perpendiculaires. Les symboles de Hermann-Mauguin sont des symboles orientés : l’orientation de chaque élément de symétrie peut se lire à partir du symbole, en sachant que dans chaque système réticulaire les directions de symétrie sont données dans un ordre conventionnel.
Les symboles de Schoenflies sont moins employés en cristallographie, car il ne permettent pas d’indiquer l’orientation des éléments de symétrie par rapport au repère cristallographique.
Les groupes ponctuels cristallographiques sont classés selon la famille cristalline dans le tableau suivant.
| Dimensions de l’espace | Famille cristalline | Groupe holoèdre | Groupes mérièdres correspondants                |
| ---------------------- | ------------------- | --------------- | ----------------------------------------------- |
| 1                      | triclinique         | m (Cs)          | 1 (C1)                                          |
| 2                      | monoclinique        | 2 (C2)          | 1                                               |
| 2                      | orthorhombique      | 2mm (C2v)       | 2                                               |
| 2                      | tétragonale         | 4mm (C4v)       | 4 (C4)                                          |
| 2                      | hexagonale          | 6mm (C6v)       | 3 (C3), 3m (C3v), 6                             |
| 3                      | triclinique         | 1 (Ci)          | 1                                               |
| 3                      | monoclinique        | 2/m (C2h)       | 2, m                                            |
| 3                      | orthorhombique      | mmm (D2h)       | 222 (D2), mm2                                   |
| 3                      | tétragonale         | 4/mmm (D4h)     | 4, 4 (S4), 422 (D4), 4mm, 42m (D2d), 4/m (C4h)  |
| 3                      | hexagonale          | 3m (D3d)        | 3, 3 (C3i), 3m (C3v), 32 (D3)                   |
| 3                      | hexagonale          | 6/mmm (D6h)     | 6, 6 (C3h), 622 (D6), 6mm, 62m (D3h), 6/m (C6h) |
| 3                      | cubique             | m3m (Oh)        | 23 (T), m3 (Th), 432 (O), 43m (Td)              |

À noter que dans la famille cristalline hexagonale de l'espace tridimensionnel il y a deux groupes holoèdres, 3m et 6/mmm qui correspondent aux deux réseaux, rhomboédrique et hexagonal, existant dans cette famille.

## Groupes isomorphes
Dans les systèmes réticulaires tétragonal et hexagonal certains groupes, ayant des éléments de symétrie différents le long des directions contenues dans le plan normal à l’axe principal, peuvent se présenter avec une orientation différente, ce qui sépare ces groupes en deux  groupes isomorphes, comme dans le tableau suivant.
| Groupe original | Groupe isomorphe |
| --------------- | ---------------- |
| 42m             | 4m2              |
| 3m1             | 31m              |
| 321             | 312              |
| 3m1             | 31m              |
| 62m             | 6m2              |

Dans le système réticulaire rhomboédrique, comme la troisième direction de symétrie n’existe plus, les trois paires de groupes trigonaux ci-dessus coalescent dans les groupes 3m, 32 et 3m respectivement.